# بنو العباس
ينحدر بَنُو العَبَّاسِ ويقال أيضا العَبَّاسِيُّونَ من العباس بن عبد المطلب عم النبيّ محمد ﷺ وقد أقاموا الخلافة بعد سقوط بني أمية عام 750، حيث عرف خلفاء بني العباس بكونهم قادة للأمة الإسلامية لمدة خمسة قرون (من 750 حتى سقوط بغداد عام 1258)  عُرفت الخلافة العباسية بثلاثة فترات رئيسية تم تقسيها على النحو التالي: العصر العباسي المبكر (750-861)، العصر العباسي الأوسط (861-936) والعصر العباسي اللاحق (936-1258). ومنهم من كان على رأس سلطنة المماليك (1261-1517).

## الأصل
ينحدر بنو العباس من العباس بن عبد المطلب، عمّ النبي محمد صلَّى الله عليهِ وسلَّم، وهو الوحيد من بين أعمامه الذين أسلموا مع حمزة، واشتهر مُعظَم العباسيين وخاصة أصحاب الدولة بأنهم ينحدرون من عبد الله ابن العباس وهو صحابي جليل يلقب بحبر الأمة وترجمان القرآن.
ويعود تسلسل النسب إلى العباس بن عبد المطلب بن هاشم بن عبد مناف بن قصي بن كلاب بن مره بن كعب بن كعب بن لؤي بن غالب بن فهر بن مالك بن النضر بن كنانة بن خزيمة بن مدركة بن إلياس بن مضر بن نزار بن معاد بن عدنان.

## التواجد الحالي
قبل سقوط بغداد عام 1258، انتشر ممن آثر الخروج من بغداد واتجه حول المناطق والبِلاد المُجاورة هرباً من الغزو المغولي الذي غزا معظم الممالك في شرق ووسط وغرب آسيا، وبناءً على ذلك بات العباسيُّون سواء كقبائل أم كعوائل قد انتشروا في عدد كبير من الدول العربية والإسلامية وحتى في دول العالم وذلك نتيجة لتكاثرهم على مدار ما يزيد عن ألف وأربعمائة عام، ولا يوجد إحصائيات دقيقة حول أعدادهم إلا أن هنالك الكثير منهم في السعودية وسوريا وإيران والعراق ومصر والسودان وباكستان.